# Forstbach (Weser)
Der Forstbach ist ein rund 14 km langer, rechter bzw. östlicher Zufluss der Weser im Landkreis Holzminden, Niedersachsen (Deutschland). 

## Verlauf
Der Forstbach entsteht in Südniedersachsen zwischen dem Homburgwald im Norden, dem Holzberg im Südsüdosten und dem Solling im Südsüdwesten durch den in Stadtoldendorf gelegenen Zusammenfluss des südlichen Eberbachs, der aus Richtung des Holzbergs heran fließt, und nördlichen Rauchbachs, der aus dem Homburgwald kommt.
Der überwiegend westwärts und im Naturpark Solling-Vogler fließende Forstbach verläuft von Stadtoldendorf im Hooptal, vorbei am Kloster Amelungsborn, in Richtung und durch Negenborn, wo er die Bundesstraße 64 unterquert. Danach passiert er den Höhenzug Burgberg an seinen nördlichen Ausläufern und verläuft dabei durch die Orte Golmbach und Warbsen, wo er zudem die ineinander übergehenden Höhenzüge Kleiner Pagenrücken und Großer Pagenrücken an ihren Südflanken tangiert. Anschließend fließt er durch das zu Bevern gehörende Lütgenade.
Schließlich erreicht der Forstbach – bereits außerhalb des Naturparks – das Obere Wesertal, in dem er beim Beverner Weiler Forst in die dort von Süden heran fließende und zur Nordsee strömende Weser mündet. Der Forstbach hat hier eine mittlere Wasserführung von etwa 0,78 m³/s.

## Nutzung
Zum Betrieb moderner Wasserturbinen wird der Forstbach nicht genutzt. Früher wurden am Forstbach mehrere Wassermühlen betrieben – so z. B. die Duhnemühle unterhalb Negenborn oder die Weiße Mühle unterhalb Lütgenade.